# Todd Withers
Todd Withers (Greensboro, 6 maggio 1996) è un cestista statunitense.